# Cizre Belediye Spor Kulübü 2023-2024
Questa voce raccoglie le informazioni riguardanti il Cizre Belediye Spor Kulübü nelle competizioni ufficiali della stagione 2023-2024.

## Stagione
Il Cizre Belediye Spor Kulübü utilizza la denominazione sponsorizzata Rams Global Cizre Bld. nella stagione 2023-24.
Si classifica al nono posto in Efeler Ligi, mancando la qualificazione ai play-off, mentre in Coppa di Turchia non supera la fase a gironi.

## Organigramma societario
Area direttiva
- Presidente: Süleyman Çağlı

Area tecnica
- Allenatore: Nuri Şahin
- Allenatore in seconda: Ömer Tekeli
- Scoutman: Soner Çay

## Rosa
| N° | Nome               | Ruolo | Data di nascita  | Nazionalità sportiva |
| -- | ------------------ | ----- | ---------------- | -------------------- |
| 1  | Furkan Gök         | P     | 1º gennaio 1998  | Turchia              |
| 3  | Melih Sıratça      | S     | 18 febbraio 1996 | Turchia              |
| 5  | Berkay Yavuz       | S     | 2 giugno 2001    | Turchia              |
| 5  | Vefa Yılmaz        | P     | 24 aprile 1982   | Turchia              |
| 7  | Roman Danilov      | O     | 4 gennaio 1985   | Russia               |
| 8  | Halil Yücel        | S     | 24 novembre 1989 | Turchia              |
| 10 | Halil Kurt         | C     | 16 febbraio 1998 | Turchia              |
| 10 | Ali Sağır          | O     | 17 dicembre 1993 | Turchia              |
| 11 | Armin Far          | S     | 10 aprile 1998   | Iran                 |
| 12 | Julio Cárdenas     | S     | 4 settembre 2000 | Cuba                 |
| 13 | Semih Çelik        | L     | 29 novembre 1988 | Turchia              |
| 14 | Hakan Polat        | C     | 11 novembre 1989 | Turchia              |
| 16 | Çağatay Durmuş     | L     | 5 aprile 1994    | Turchia              |
| 17 | Berkan Eryüz       | C     | 26 febbraio 1993 | Turchia              |
| 21 | Christian Thondike | P     | 28 maggio 2001   | Cuba                 |
| 47 | Görkem Yazgan      | P     | 3 giugno 1991    | Turchia              |
| 53 | Selim Arıman       | C     | 30 maggio 1998   | Turchia              |
| 73 | Ömer Dur           | C     | 17 agosto 1994   | Turchia              |
| 77 | Ehsan Daneshdoust  | S     | 1º gennaio 2000  | Iran                 |
| 99 | Muhammed Aray      | L     | 2 gennaio 2003   | Turchia              |

## Statistiche

### Statistiche di squadra
| Competizione     | Punti | In casa | In casa | In casa | In trasferta | In trasferta | In trasferta | Totale | Totale | Totale |
| Competizione     | Punti | G       | V       | P       | G            | V            | P            | G      | V      | P      |
| ---------------- | ----- | ------- | ------- | ------- | ------------ | ------------ | ------------ | ------ | ------ | ------ |
| Efeler Ligi      | 33    | 13      | 7       | 6       | 13           | 3            | 10           | 26     | 10     | 16     |
| Coppa di Turchia | 2     | 0       | 0       | 0       | 0            | 0            | 0            | 3      | 2      | 1      |
| Totale           | -     | 13      | 7       | 6       | 13           | 3            | 10           | 29     | 12     | 17     |

G = partite giocate; V = partite vinte; P = partite perse

### Statistiche dei giocatori
| Giocatore      | Campionato | Campionato | Campionato | Campionato | Campionato | Coppa di Turchia | Coppa di Turchia | Coppa di Turchia | Coppa di Turchia | Coppa di Turchia | Totale | Totale | Totale | Totale | Totale |
| Giocatore      | P          | PT         | AV         | MV         | BV         | P                | PT               | AV               | MV               | BV               | P      | PT     | AV     | MV     | BV     |
| -------------- | ---------- | ---------- | ---------- | ---------- | ---------- | ---------------- | ---------------- | ---------------- | ---------------- | ---------------- | ------ | ------ | ------ | ------ | ------ |
| M. Aray        | 8          | 0          | 0          | 0          | 0          | 3                | 0                | 0                | 0                | 0                | 11     | 0      | 0      | 0      | 0      |
| S. Arıman      | 2          | 2          | 2          | 0          | 0          | 2                | 1                | 1                | 0                | 0                | 4      | 3      | 3      | 0      | 0      |
| J. Cárdenas    | 7          | 122        | 98         | 8          | 16         | -                | -                | -                | -                | -                | 7      | 122    | 98     | 8      | 16     |
| S. Çelik       | 17         | 0          | 0          | 0          | 0          | -                | -                | -                | -                | -                | 17     | 0      | 0      | 0      | 0      |
| E. Daneshdoust | 9          | 100        | 90         | 3          | 7          | 3                | 26               | 24               | 2                | 0                | 12     | 126    | 114    | 5      | 7      |
| R. Danilov     | 20         | 341        | 293        | 16         | 32         | 3                | 45               | 41               | 3                | 1                | 23     | 386    | 334    | 19     | 33     |
| Ö. Dur         | 25         | 175        | 93         | 70         | 12         | 3                | 21               | 16               | 5                | 0                | 28     | 196    | 109    | 75     | 12     |
| Ç. Durmuş      | 23         | 0          | 0          | 0          | 0          | 2                | 0                | 0                | 0                | 0                | 25     | 0      | 0      | 0      | 0      |
| B. Eryüz       | 0          | 0          | 0          | 0          | 0          | 0                | 0                | 0                | 0                | 0                | 0      | 0      | 0      | 0      | 0      |
| A. Far         | 21         | 252        | 210        | 27         | 15         | 3                | 42               | 37               | 4                | 1                | 24     | 294    | 247    | 31     | 16     |
| F. Gök         | 3          | 2          | 2          | 0          | 0          | 2                | 2                | 2                | 0                | 0                | 5      | 4      | 4      | 0      | 0      |
| H. Kurt        | 7          | 11         | 9          | 2          | 0          | -                | -                | -                | -                | -                | 7      | 11     | 9      | 2      | 0      |
| H. Polat       | 25         | 114        | 54         | 50         | 10         | 3                | 12               | 6                | 5                | 1                | 28     | 126    | 60     | 55     | 11     |
| A. Sağır       | 0          | 0          | 0          | 0          | 0          | 0                | 0                | 0                | 0                | 0                | 0      | 0      | 0      | 0      | 0      |
| M. Sıratça     | 23         | 118        | 96         | 17         | 5          | 2                | 0                | 0                | 0                | 0                | 25     | 118    | 96     | 17     | 5      |
| C. Thondike    | 21         | 108        | 50         | 47         | 11         | -                | -                | -                | -                | -                | 21     | 108    | 50     | 47     | 11     |
| B. Yavuz       | 5          | 15         | 14         | 0          | 1          | -                | -                | -                | -                | -                | 5      | 15     | 14     | 0      | 1      |
| G. Yazgan      | 20         | 9          | 4          | 3          | 2          | -                | -                | -                | -                | -                | 20     | 9      | 4      | 3      | 2      |
| V. Yılmaz      | 1          | 2          | 1          | 0          | 1          | 3                | 3                | 1                | 2                | 0                | 4      | 5      | 2      | 2      | 1      |
| H. Yücel       | 16         | 162        | 139        | 11         | 12         | 3                | 22               | 19               | 2                | 1                | 19     | 184    | 158    | 13     | 13     |

P = presenze; PT = punti totali; AV = attacchi vincenti; MV = muri vincenti; BV = battute vincenti